# Gradska (Crna Trava)
Gradska (cirill betűkkel Градска) egy falu Szerbiában, a Jablanicai körzetben, Crna Trava községben.

## Népesség
- 1948-ban 738 lakosa volt.
- 1953-ban 755 lakosa volt.
- 1961-ben 867 lakosa volt.
- 1971-ben 837 lakosa volt.
- 1981-ben 638 lakosa volt.
- 1991-ben 434 lakosa volt
- 2002-ben 337 lakosa volt,[1] akik közül 335 szerb (99,4%) és 2 bolgár.[2]